# Ene hane i kurven
Ene hane i kurven (originaltitel: Tuppen) er en svensk komediefilm fra 1981 instrueret af Lasse Hallström. Filmen fik premiere i Sverige den 4. september 1981 og udkom i Danmark året efter den 11. januar 1982.

## Handling
Året er 1944 og blandt kvinderne på tekstilfabrikken, Örnen, går arbejdet sin vanlige gang indtil den unge, mandlige ingeniør, Cederquist, en dag tropper op fra Stockholm. Hans opgave er at effektivisere driften på fabrikken.

## Medvirkende (i udvalg)
- Magnus Härenstam som Cederqvist
- Allan Edwall som Thorsson
- Pernilla August som Åsa
- Maria Johansson som Hjördis
- Åsa Bjerkerot som Gerda
- Ing-Marie Carlsson som Karin
- Anita Ekström som Anna
- Suzanne Ernrup som Ottilia
- Lars Göran Carlson som disponenten
- Claes Ljungmark som Allan
- Roland Janson som Holger
- Weiron Holmberg som Karlsson
- Tage Danielsson som mand på cykel